# Oterico
Oterico es una localidad del municipio leonés de Riello, en la Comunidad Autónoma de Castilla y León. 
La iglesia está dedicada a san Pedro Apóstol.

## Localidades limítrofes
Confina con las siguientes localidades:
- Al norte con Bonella y Lago de Omaña.
- Al este con Soto y Amío.
- Al sureste con Villaceid.
- Al sur con La Velilla.
- Al oeste con Riello.
- Al noroeste con Socil.

## Demografía
Evolución de la población
| Gráfica de evolución demográfica de Oterico entre 2000 y 2017      |
|                                                                    |
| Población de derecho (2000-2017) según el padrón municipal del INE |

## Historia
Así se describe a Oterico en el tomo XII del Diccionario geográfico-estadístico-histórico de España y sus posesiones de Ultramar, obra impulsada por Pascual Madoz a mediados del siglo XIX:

Lugar en la provincia de León, partido judicial de Murias de Paredes, diócesis de Oviedo, audiencia territorial de Valladolid, ayuntamiento de Riello; Situado entre los ríos Omaña y Luna; su clima es frío, pero sano. Tiene unas 12 casas; iglesia parroquial (San Pedro) servida por un cura de ingreso y patronato laical; y buenas aguas potables. Confina con término de Riello, Bobia, Irede y Lago. El terreno es de mediana calidad. Producciones: granos, legumbres y pastos; cría ganados, y caza de varios animales. Población: 13 vecinos, 54 almas. Contribución: con el ayuntamiento.
Diccionario geográfico-estadístico-histórico de España y sus posesiones de Ultramar